# Japanese Academy Award/Beste Regie
Seit der ersten Verleihung 1978 werden bei den Japanese Academy Awards die besten Regisseure in der Kategorie Beste Regie (japanisch 最優秀監督賞, sai yūshū kantoku shō) geehrt.
Die Filme sind nach dem Jahr der Verleihung aufgeführt.

## Preisträger und Nominierte

### 1978–1979
| Jahr | Preisträger      | für den Film                | Nominierungen |
| 1978 | Yōji Yamada      | Shiawase no kiiroi hankachi | Kon Ichikawa für Akuma no temari-uta und Gokumon-to Kaneto Shindō für Aus dem Leben Chikuzans Shirō Moritani für Hakkodasan Masahiro Shinoda für Melodie in Grau |
| 1979 | Yoshitarō Nomura | Kichiku                     | Nagisa Ōshima für Im Reich der Leidenschaft Noboru Tanaka für Hitozuma shudan boko chishi jiken und Pink salon: koshoku gonin onna Toshiya Fujita für Kaerazaru hibi und Kiken na kankei Yōji Yamada für Otoko wa tsurai yo: Uwasa no torajiro und Otoko wa tsurai yo: Torajiro wagamichi wo yuku |

### 1980–1989
| Jahr | Preisträger      | für den Film                       | Nominierungen |
| 1980 | Shōhei Imamura   | Fukushū suruwa wareniari           | Satsuo Yamamoto für Ah! Nomugi toge Tatsumi Kumashiro für Akai kami no onna Keisuke Kinoshita für Shodo satsujin: Musuko yo Kazuhiko Hasegawa für Taiyo o nusunda otoko                                                         |
| 1981 | Seijun Suzuki    | Zigeunerweisen                     | Toshio Masuda für 203 kochi Kinji Fukasaku für Fukkatsu no hi Yoshitarō Nomura für Furueru shita und Warui yatsura Yōji Yamada für Ein ferner Schrei im Frühling und Otoko wa tsurai yo: Torajiro haibisukasu no hana           |
| 1982 | Kōhei Oguri      | Schmutziger Fluß                   | Shōhei Imamura für Der Dieb und die Geisha Yasuo Furuhata für Eki Station und Shikake-nin Baian Kichitaro Negishi für Enrai und Kurutta kajitsu Kei Kumai für Nihon no atsui hibi bōsatsu: Shimoyama jiken                      |
| 1983 | Kinji Fukasaku   | Dōtonborigawa und Die Todestreppe  | Yoshitarō Nomura für Verdacht Hideo Gosha für Kirūin Hanako no shōgai Mitsuo Yanagimachi für Saraba itoshiki daichi Shunya Ito für Yūkai hōdō                                                                                   |
| 1984 | Hideo Gosha      | Yokiro                             | Yoshimitsu Morita für Kazoku gēmu Nagisa Ōshima für Furyo – Merry Christmas, Mr. Lawrence Shōhei Imamura für Die Ballade von Narayama Kon Ichikawa für Die Töchter des Hauses Makioka                                           |
| 1985 | Juzo Itami       | Beerdigungszeremonie               | Makoto Wada für Mahjong hōrōki Kon Ichikawa für Ohan Masahiro Shinoda für MacArthurs Kinder Kinji Fukasaku für Shanhai bansukingu und Die Legende von den acht Samurai                                                          |
| 1986 | Shinichirō Sawai | Soushun monogatari und W no higeki | Kon Ichikawa für Biruma no tatekoto Shunya Ito für Hana ichimonme Hideo Gosha für Kai und Usugesho Yoshimitsu Morita für Sorekara                                                                                               |
| 1987 | Kinji Fukasaku   | Kataku no hito                     | Yōji Yamada für Das Mädchen im Atelier Yoshishige Yoshida für Ningen no yakusoku Kon Ichikawa für Rokumeikan Junya Sato für Verschollen im Schnee                                                                               |
| 1988 | Juzo Itami       | Die Steuerfahnderin                | Kazuki Omori für Koisuru onnatachi und Totto Channel Kon Ichikawa für Die Legende von der Mondprinzessin und Eiga joyu Kosaku Yamashita für Yogisha Hideo Gosha für Yoshiwara enjo                                              |
| 1989 | Junya Sato       | Das Blut der Seidenstraße          | Yōji Yamada für Hoffnung und Schmerz und Otoko wa tsurai yo: Torajiro monogatari Kinji Fukasaku für Hana no ran Nobuhiko Obayashi für Ijintachi tono natsu und Nihon junjo-den okashina futari Juzo Itami für Marusa no onna II |

### 1990–1999
| Jahr | Preisträger       | für den Film                                    | Nominierungen |
| 1990 | Shōhei Imamura    | Schwarzer Regen                                 | Yasuo Furuhata für A un, Gokudo no onna-tachi: San-daime ane und Shōgun Iemitsu no ranshin – Gekitotsu Hiroshi Teshigahara für Rikyu, der Teemeister Kei Kumai für Der Tod eines Teemeisters Toshio Masuda für Shaso |
| 1991 | Masahiro Shinoda  | Shonen jidai                                    | Juzo Itami für A-ge-man Shun Nakahara für Sakura no sono Seijirō Kōyama für Shiroi te Akira Kurosawa für Akira Kurosawas Träume                                                                                      |
| 1992 | Kihachi Okamoto   | Daiyukai                                        | Takeshi Kitano für Das Meer war ruhig Akira Kurosawa für Rhapsodie im August Naoto Takenaka für Muno no hito Yōji Yamada für Liebe braucht keine Worte                                                               |
| 1993 | Masayuki Suo      | Lust auf Sumo                                   | Yōichi Higashi für Hashi no nai Kawa Kinji Fukasaku für Das Action-Massaker Nobuhiko Obayashi für Kanojo ga kekkon shinai riyu und Seishun dendekedekedeke Juzo Itami für Die Kunst der Erpressung                   |
| 1994 | Yōji Yamada       | Gakko und Otoko wa tsurai yo: Torajiro no endan | Yōjirō Takita für Nemuranai machi – Shinjuku same und Bokura wa minna ikiteiru Zenzo Matsuyama für Niji no hashi Yoichi Sai für Wo liegt der Mond? Shinichirō Sawai für Waga ai no uta – Taki Rentaro monogatari     |
| 1995 | Kinji Fukasaku    | Chushingura gaiden yotsuya kaidan               | Naoto Takenaka für 119 Takayoshi Watanabe für Izakaya yurei Kazuyoshi Okuyama für Rampo Kon Ichikawa für 47 Ronin |
| 1996 | Kaneto Shindō     | Gogo no Yuigon-jo                               | Kei Kumai für Fukai kawa Masanobu Deme für Kike wadatsumi no koe Last Friends Yasuo Furuhata für Kura Masahiro Shinoda für Sharaku                                                                                   |
| 1997 | Masayuki Suo      | Shall we dance?                                 | Yōji Yamada für Gakko II Kōhei Oguri für Nemuru otoko Juzo Itami für Sūpah no onna Kazuki Omori für Waga kokoro no ginga tetsudo: Miyazawa Kenji monogatari                                                          |
| 1998 | Shōhei Imamura    | Der Aal                                         | Koki Mitani für Radio-Zeit Yoshimitsu Morita für Shitsurakuen Naoto Takenaka für Tokyo biyori Takao Okawara für Yukai                                                                                                |
| 1999 | Hideyuki Hirayama | Ai o kou hito                                   | Yōji Yamada für Gakko III Takeshi Kitano für Hana-Bi Shōhei Imamura für Dr. Akagi Katsuyuki Motohiro für Odoru daisosasen                                                                                            |

### 2000–2009
| Jahr | Preisträger       | für den Film                                  | Nominierungen |
| 2000 | Yasuo Furuhata    | Poppoya                                       | Masahiro Shinoda für Fukuro no shiro Nagisa Ōshima für Tabu Masato Harada für Kin'yū fushoku rettō: Jubaku Kinji Fukasaku für Omocha                                     |
| 2001 | Junji Sakamoto    | Kao                                           | Yōji Yamada für 15-Sai: Gakko IV Takashi Koizumi für Nach dem Regen Kinji Fukasaku für Battle Royale Setsurou Wakamatsu für Whiteout                                     |
| 2002 | Isao Yukisada     | Go                                            | Yasuo Furuhata für Hotaru Koki Mitani für Minna no ie Yōjirō Takita für Onmyōji Shinobu Yaguchi für Waterboys                                                            |
| 2003 | Yōji Yamada       | Samurai in der Dämmerung                      | Takashi Koizumi für Amida-do dayori Hideyuki Hirayama für Out Fumihiko Sori für Ping Pong Masato Harada für Totsunyūseyo! Asama sansō jiken                              |
| 2004 | Yoshimitsu Morita | Ashura no gotoku                              | Yōjirō Takita für Der letzte Feldzug der Samurai Katsuyuki Motohiro für Odoru daisosasen 2 Masahiro Shinoda für Spy Sorge Akihiko Shiota für Yomigaeri                   |
| 2005 | Yoichi Sai        | Blood & Bones                                 | Kiyoshi Sasabe für Hanochi Yōji Yamada für The Hidden Blade Isao Yukisada für Sekai no chūshin de, ai o sakebu Shinobu Yaguchi für Swing Girls                           |
| 2006 | Takashi Yamazaki  | Always san-chōme no yūhi                      | Kazuyuki Izutsu für Pacchigi! Mitsuo Kurotsuchi für Semishigure Junji Sakamoto für Bōkoku no īgisu Isao Yukisada für Kita no zeronen                                     |
| 2007 | Lee Sang-il       | Hula Girls                                    | Junya Sato für Otoko-tachi no yamato Tetsuya Nakashima für Kiraware Matsuko no Isshō Koki Mitani für The Uchōten Hotel Yōji Yamada für Love and Honor – Bushi no ichibun |
| 2008 | Jōji Matsuoka     | Tōkyo Tower – Okan to boku to, tokidoki, oton | Takashi Yamazaki für Always zoku san-chōme no yūhi Isshin Inudō für Bizan Yūichi Satō für Kisaragi Masayuki Suo für Soredemo boku wa yattenai                            |
| 2009 | Yōjirō Takita     | Nokan – Die Kunst des Ausklangs               | Yôji Yamada für Kâbê Masato Harada für Kuraimâzu hai Tetsuya Nakashima für Pako to mahô no ehon Kôki Mitani für Za majikku awâ                                           |

### 2010–2012
| Jahr | Preisträger       | für den Film                       | Nominierungen |
| 2010 | Daisaku Kimura    | Tsurugidake: Ten no ki             | Miwa Nishikawa für Dear Doctor Setsurô Wakamatsu für Shizumanu taiyô Kichitaro Negishi für Viyon no tsuma Isshin Inudô für Zero no shôten                                |
| 2011 | Tetsuya Nakashima | Geständnisse                       | Izuru Narushima für Kokô no mesu Yōji Yamada für Otôto Sang-il Lee für Akunin Takashi Miike für 13 Assassins                                                             |
| 2012 | Izuru Narushima   | Yôkame no semi                     | Junji Sakamoto für Ooshikamura soudouki Kôki Mitani für Sutekina kanashibari Kaneto Shindô für Ichimai no hagaki Shigemichi Sugita für Saigo no chuushingura             |
| 2013 | Daihachi Yoshida  | Kirishima, bukatsu yamerutteyo     | Isshin Inudō und Shinji Higuchi für Nobō no Shiro Junji Sakamoto für Kita no Kanaria Tachi Masato Harada für Waga Haha no Ki Yasuo Furuhata für Anata e                  |
| 2014 | Yūya Ishii        | Fune o Amu                         | Hirokazu Koreeda für Like Father, Like Son Kazuya Shiraishi für Kyōaku Kōki Mitani für Kiyosu Kaigi Yōji Yamada für Tokyo Kazoku                                         |
| 2015 | Takashi Yamazaki  | Eternal Zero – Flight of No Return | Takashi Koizumi für Higurashi no Ki Izuru Narushima für Fushigi na Misaki no Monogatari Katsuhide Motoki für Chōkōsoku! Sankin Koutai Daihachi Yoshida für Kami no Tsuki |
| 2016 | Hirokazu Koreeda  | Unsere kleine Schwester            | Hitoshi Ōne für Bakuman. Masaharu Take für Hyakuen no Koi Mitsutoshi Tanaka für Kainan 1890 Masato Harada für Nihon no Ichiban Nagai Hi                                  |